# Присліп (Самбірський район)

## Собор Пресвятої Богородиці

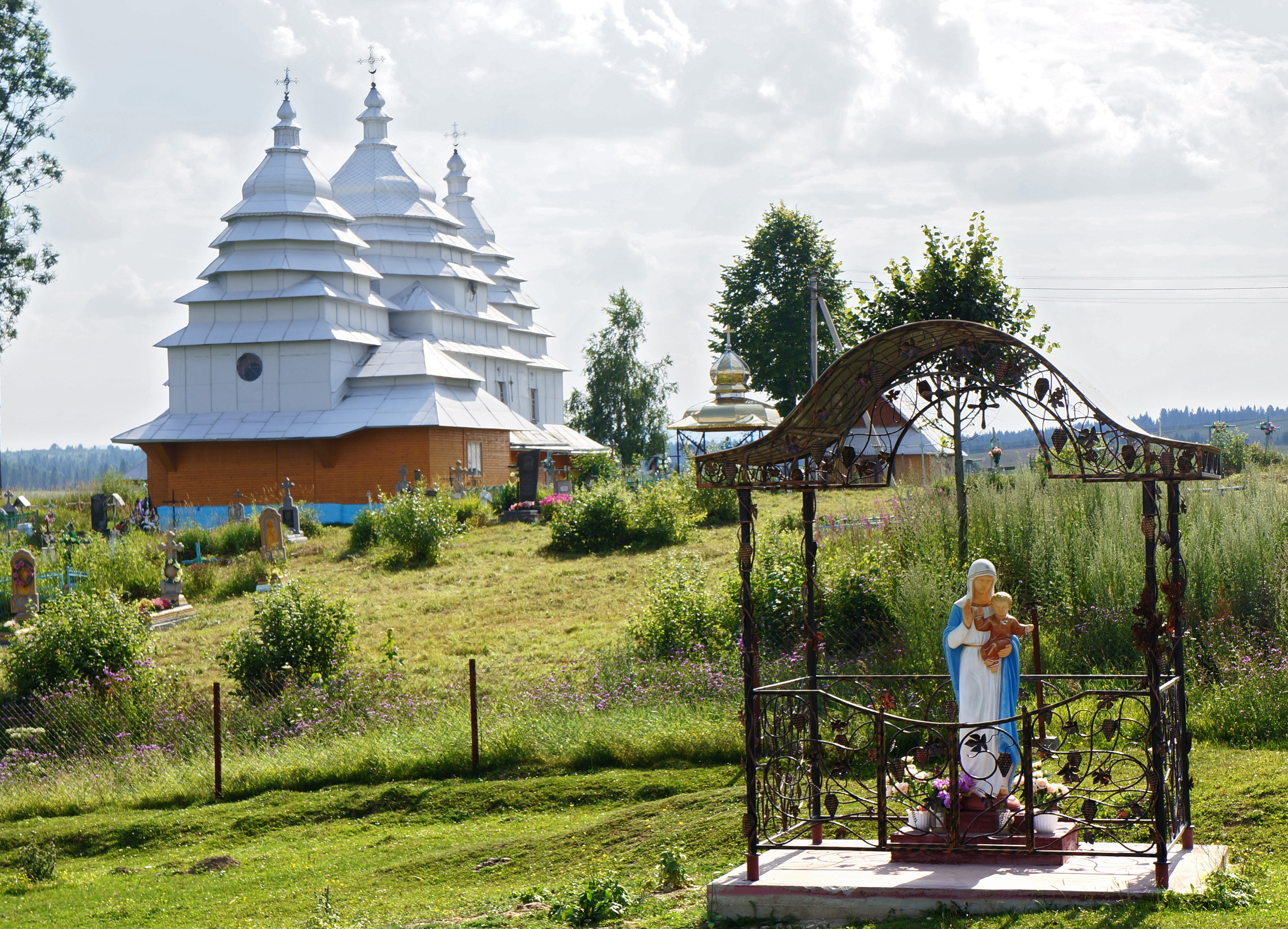
Собор Пресвятої Богородиці 2013 року

Вперше місцева церква згадується в привілеї від 18 серпня 1554 р., яким королева Бона записала суму 16 золотих для священика Яцка, сина Івана.
Попередниця нинішньої, церква Втечі до Єгипту Пр. Богородиці була збудована у 1750 р.
Теперішня будівля постала у 1895 р. Будував її майстер Петро Скільський з Плав'я, (під наглядом Стефана Вовка - автор статті) про що доносить напис на тильній стороні балки хорів.
В церкві був встановлений чотириярусний різьблений і золочений іконостас кінця ХІХ ст.
З 1965 по 1989 р. церква стояла зачиненою. Після відкриття - переосвячена на церкву Різдва святого Івана Хрестителя.
У 2002 р. вівтарний зруб, іконостас та частково нава згоріли в пожежі, викликаній блискавкою. Тепер церква відновлюється.(відновилася)
На дубовому, декорованому різьбою у вигляді розет та хрестів західному порталі, вирізьблена дата - "1895".
...На північний захід від церкви розташована дерев'яна...дзвіниця... Збудована вона у 1897 р. "

## Постаті